# Черних Петро Данилович
Петро Данилович Черних (15 липня 1938, село Козацьке, тепер Красногвардійського району Бєлгородської області, Російська Федерація) — радянський діяч, секретар парткому колгоспу імені Леніна Красногвардійського району Бєлгородської області. Член ЦК КПРС у 1990–1991 роках.

## Життєпис
У 1954 році закінчив гірничопромислове училище.
У 1956–1957 роках — електрослюсар Городищенського шахтоуправління Ворошиловградської (Луганської) області.
З 1957 по 1960 рік служив у Радянській армії.
У 1960–1964 роках — електрослюсар колгоспу імені Леніна Красногвардійського району Бєлгородської області.
Член КПРС з 1964 року.
З 1964 року — вчитель Стрелецької восьмирічної школи Красногвардійського району Бєлгородської області.
У 1972 році закінчив Тамбовський державний педагогічний інститут.
У 1973–1985 роках — голова виконавчого комітету Стрелецької сільської ради народних депутатів Красногвардійського району Бєлгородської області.
У 1985–1990 роках — секретар партійного комітету (парткому) колгоспу імені Леніна села Казацьке (Козацьке) Красногвардійського району Бєлгородської області.
З вересня 1990 року — голова Стрелецької сільської ради народних депутатів Красногвардійського району Бєлгородської області.
Подальша доля невідома.